# Hedwig Rudolph
Hedwig Rudolph (geboren am 31. Januar 1941 in Klarenthal, Grube Velsen) ist eine deutsche Wirtschaftswissenschaftlerin und ehemalige Direktorin der Abteilung Internationalisierung und Organisation am Wissenschaftszentrum Berlin für Sozialforschung.

## Leben
Hedwig Rudolph besuchte in Völklingen die Volksschule und ab 1951 das Staatliche Mädchenrealgymnasium. Nach dem Abitur im Jahr 1960 studierte sie bis 1965 Wirtschaftswissenschaften (Volkswirtschaftslehre) an der Universität des Saarlandes in Saarbrücken sowie an der Freien Universität Berlin. Anschließend arbeitete sie ein Jahr als wissenschaftliche Assistentin von Herbert Giersch am Institut für Europäische Wirtschaftspolitik der Universität des Saarlandes und war von 1966 bis 1969 als wissenschaftliche Mitarbeiterin am Max-Planck-Institut für Bildungsforschung in Berlin tätig.
Bis 1970 wirkte sie dann als freiberufliche Gutachterin für den Deutschen Bildungsrat und arbeitete danach ein Jahr als wissenschaftliche Mitarbeiterin an einem Forschungsauftrag der Kommission für wirtschaftlichen und sozialen Wandel. Von 1972 bis 1973 beschäftigte sie sich als freiberufliche Gutachterin für das Bundesinstitut für Berufsbildungsforschung in Berlin und setzte ihre Laufbahn dort als wissenschaftliche Mitarbeiterin fort.
Im Jahr 1975 wurde sie als Professorin an die Technische Universität Berlin berufen, ihre Forschungsgebiete waren Arbeitsökonomie und Berufsforschung. Ab 1990 forschte sie zu den Themen Beschäftigung und Sozialstruktur. Parallel dazu arbeitete sie als Direktorin am Wissenschaftszentrum Berlin für Sozialforschung (WZB) in der Abteilung Internationalisierung und Organisation. Rudolph war die erste Frau an der Spitze des Direktoriums des WZB. Sie integrierte die sozialwissenschaftliche feministische Forschung und Geschlechterstudien in das Forschungsprogramm der ihr unterstehenden Abteilung. Im März 2006 wurde sie emeritiert.

## Forschungsthemen
Ihre Forschungsthemen der späteren Zeit sind Geschlecht, Familie außerdem Migration, Integration und interkulturelle Konflikte, Wirtschaftliche Internationalisierungsprozesse und Professionsentwicklung.

## Publikationen (Auswahl)
- mit Doris Janshen: Ingenieurinnen. Frauen für die Zukunft. De Gruyter, Berlin/New York 1987, ISBN 3-11-011381-3.
- mit Mirjana Morokvasic (Hrsg.): Bridging States and Markets. International Migration in the Early 1990s. Edition Sigma, Berlin 1993, ISBN 3-89404-129-3.
- als Hrsg.: Geplanter Wandel, ungeplante Wirkungen. Handlungslogiken und -ressourcen im Prozeß der Transformationen. Edition Sigma, Berlin 1995, ISBN 3-89404-291-5.
- mit Anne Schüttpelz: Commitment statt Kommando. Organisationslernen in Versicherungsunternehmen. Edition Sigma, Berlin 1999, ISBN 3-89404-190-0.
- Das Geld ist (noch) männlich. Zur Marginalisierung des Geschlechterverhältnisses in den Wirtschaftswissenschaften. In: Doris Jansen (Hrsg.): Frauen über Wissenschaften. Die widerspenstigen Erbinnen der Männeruniversität. Juventa, Weinheim/München 1999, ISBN 3-7799-1365-8.
- als Hrsg.: Aldi oder Arkaden? Edition Sigma, Berlin 2001, ISBN 3-89404-219-2.
- The Impact of European Institutionalisation on Professional Services. In: Lennart G. Svensson, Julia Evetts (Hrsg.): Conceptual and Comparative Studies of Continental and Anglo-American Professions. Göteborg University, Göteborg 2003, S. 139–152, (PDF; 0,34 MB).
- mit Jana Okech: Wer andern einen Rat erteilt. Wettbewerbsstrategien und Personalpolitik von Unternehmensberatungen in Deutschland. Edition Sigma, Berlin 2004, ISBN 3-89404-235-4.
- mit Petra Potz, Christopher Bahn: Metropolen handeln. Einzelhandel zwischen Internationalisierung und lokaler Regulierung. VS Verlag für Sozialwissenschaften, Wiesbaden 2005, ISBN 3-531-14523-1.